# Mokré Lazce
Mokré Lazce (en allemand : Mokrolasetz ; en polonais : Mokre Łażce) est une commune du district d'Opava, dans la région de Moravie-Silésie, en République tchèque. Sa population s'élevait à 1 147 habitants en 2021.

## Géographie
Mokré Lazce se trouve à 4 km au sud-est de Kravaře, à 11 km à l'est-sud-est d'Opava, à 20 km au nord-ouest d'Ostrava et à 258 km à l’est de Prague.
La commune est limitée par Štítina au nord-ouest, par Kravaře au nord-est, par Háj ve Slezsku et Hrabyně à l'est, par Budišovice et Pustá Polom au sud, et par Opava et Nové Sedlice à l'ouest.

## Histoire
La première mention écrite de la localité date de 1393.

## Transports
Par la route, Mokré Lazce se trouve à 11 km d'Opava, à 25 km d'Ostrava et à 338 km de Prague.